# إحصار حزيمي خلفي أيسر
الإحصار الحزيمي الخلفي الأيسر (بالإنجليزية: Left posterior fascicular block)‏ حالة مرضية تتأخر فيها الإشارات الكهربية القادمة من العقدة الأذينية البطينية إلى الحزيمة الخلفية اليسرى، التي تنقل الإشارات إلى الجزء السفلي الخلفي من البطين الأيسر. فيما تتحرك الموجة الأمامية في المقابل بسرعة أكبر خلال الحزمة الأمامية اليسرى والفرع الأيمن، مما يؤدي إلى القلب تجاه اليمين بحسب نتائج تخطيط القلب.